# Ca la Massona
|  | Per a altres significats, vegeu «Ca la Massona (Valls)». |

Ca la Massona és un edifici del municipi de Valls (Alt Camp) protegit com a bé cultural d'interès local. És una de les construccions més notables entre les existents actualment a la plaça del Pati. L'edifici, tot i inscriure's en el moviment modernista, incorpora en la seva ornamentació solucions academicistes (columnes i capitells d'ordre compost, on les volutes i les fulles d'acant es transformen en motius florals gairebé barrocs) o definitivament noucentistes (esgrafiats interiors). Actualment la seva funció és d'habitatge plurifamiliar.
És un edifici entre mitgeres format per planta baixa i tres pisos. En la primera planta sobresurt una tribuna decorada amb columnes d'ordre compost, de les quals les centrals són de secció circular i les dues extremes de secció quadrada. L'edifici s'acaba en un balcó cobert corregut al llarg de la façana, que també es troba ornamentat per quatre parells de columnes coronades per capitells d'ordre jònic. Són interessants els treballs de les baranes, de ferro forjat. Els materials emprats en la construcció són nobles: pedra i marbre. El vestíbul conserva interessants elements decoratius modernistes i noucentistes (pintura sostre, esgrafiats, relleus…)